# Gerhard Schjelderup

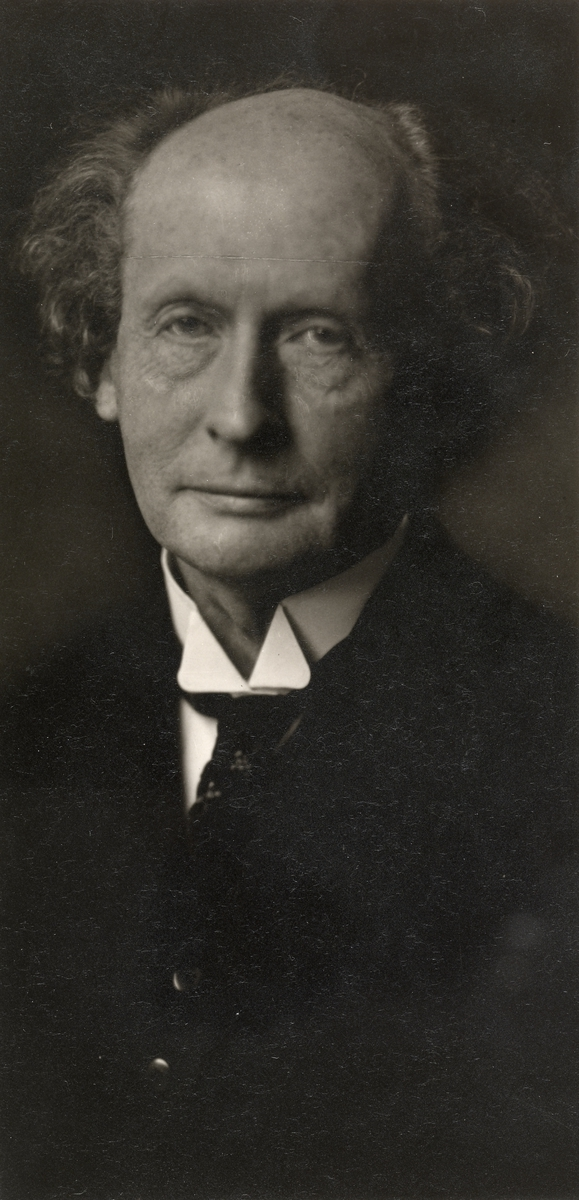
Gerhard Schjelderup.

Gerhard Rosenkrone Schjelderup, född den 17 november 1859 i Kristiansand, död den 29 juli 1933 i Benediktbeuern, var en norsk tonsättare.
Schjelderup idkade ett par år filologiska studier, innan han 1878 helt och hållet blev musiker och begav sig till Paris för att studera komposition under Franchomme, Savard och Massenet; år 1896 bosatte han sig i Dresden. Schjelderup var norsk statsstipendiat, men vistades sällan i Norge; han uppträdde som dirigent vid en symfonikonsert med egna verk i Kristiania 1911, vid jubileumsutställningens konserter 1914 och vid en rad dramatiska föreställningar på Nationaltheatret 1915. Han var i synnerhet orkesterkompositör. Hans debutarbete var den lilla operan En søndagsmorgen, som uppfördes 1893 i München. Senare följde musikdramerna Bruderovet (Prag 1900), Offerilden (Dresden 1903), Foraarsnat och Julespil (Dresden 1908, Kristiania 1915), sagospelet Sampo, baletten Wunderhorn samt hans huvudverk Østenfor sol og vestenfor maane och Et folk i nød. Av uteslutande orkesterverk har han komponerat det mycket spelade stycket Solopgang paa Himalaja, musik till Borngräbers "Över Attilas grav" och till Ibsens Brand, en symfoni och en del mindre musikstycken. För sång utgav han åtskilliga häften romanser, ballader och  12 norske folkeviser bearbeidede for mandskor. Schjelderup var därjämte produktiv musikkritisk och biografisk författare och skrev som sådan bland annat Edvard Grieg og hans værker (1903; tillsammans med Walter Niemann, även på tyska, 1908) samt ett större arbete om Richard Wagner (1909). Till de flesta av sina musikdramatiska arbeten författade Schjelderup själv texten.